# Cai Wenji
Cai Yan (xinès simplificat i tradicional: 蔡琰, pinyin: Cài Yǎn; Xina, 177 - Xina, 249), també coneguda com a Cai Wenji, va ser una poeta i compositora de la dinastia Han. Era filla de Cai Yong, també músic. El seu nom estilitzat era originàriament Zhaoji, però fou canviat a Wenji durant la dinastia Jin per evitar un conflicte nominal amb Sima Zhao.
Va passar part de la seva vida com a presonera dels xiongnu, fins que Cao Cao en el 207 va pagar una important suma de diners per redimir-la.

## Biografia
Cai Wenji va nàixer poc abans del 178 en la prefectura Yu (圉縣), comandància Chenliu (陳留), on és ara el comtat Qi (Kaifeng), Henan. Cai Wenji es va casar en el 192 a l'edat de quinze anys amb Wei Zhongdao (衛仲道), el qual va morir poc després sense descendència.
En el 195, el caos després de la mort del canceller Dong Zhuo va conduir els nòmades xiongnu cap a la capital xinesa i llavors Cai Wenji va ser presa i emportada a les terres del nord com a presonera. Durant el seu captiveri, va esdevenir l'esposa d'un cacic xiongnu Liu Bao (el "Savi Rei de l'Esquerra"), i va donar a llum dos fills. No va ser sinó fins a dotze anys després que Cao Cao, el nou canceller de Han, va pagar-hi el seu rescat en nom del seu pare. Quan Cai Wenji va tornar a la seva terra natal, va deixar els seus dos fills darrere de la frontera.
Ella es va casar de nou, aquesta vegada amb un funcionari del govern anomenat Dong Si (董祀). Així i tot, Dong Si va cometre un delicte i va ser sentenciat a mort, i Cai Wenji va acudir a suplicar-li a Cao Cao d'absoldre del seu marit. En eix moment, Cao Cao estava celebrant un banquet per entretenir uns convidats, els quals es van agitar per l'aspecte i comportament angoixat de Cai Wenji. Commogut per tal súplica emocional, Cao Cao va indultar a Dong Si.
El pare de Cai Wenji, Cai Yong, va ser un escriptor de renom, però les seves obres es van perdre amb els estralls de la guerra. A petició de Cao Cao, Cai Wenji va ser capaç de recitar de memòria fins a quatre-centes de les quatre mil obres perdudes del seu pare. Més endavant en la seva vida, va escriure dos poemes que descriuen els seus anys turbulents. El seu any de defunció és desconegut.